# Зло (телесериал)
«Зло» (англ. Evil) — американский мистический телесериал, созданный Робертом и Мишель Кинг, премьера которого состоялась 26 сентября 2019 года на канале CBS. 22 октября 2019 CBS продлил телесериал на второй сезон.
6 июля 2022 года Paramount+ продлил телесериал на четвёртый сезон.

## Сюжет
Скептически настроенный судебный психолог присоединяется к будущему священнику и техническому эксперту для расследования сверхъестественных явлений.

## В ролях

### Основной состав
- Катя Херберс — доктор Кристен Бушар, судебный психолог, нанятый Дэвидом Акостой, чтобы помочь ему различать случаи одержимости демонами и безумия. Кристен не религиозна и не верит в демонов, но её скептицизм неоднократно подвергается сомнению, когда она сталкивается со сверхъестественными явлениями.
- Майк Колтер — Дэвид Акоста, бывший журналист, который учится на священника. В настоящее время он работает на Католическую церковь — команда «оценщиков» расследует необъяснимые феномены и определяет, требуется ли в данных случаях экзорцизм или проведение тестов.
- Аасиф Мандви — Бен Шакир, коллега Дэвида, который работает в качестве технического эксперта и специалиста по обслуживанию оборудования.
- Курт Фуллер — Курт Боггс, психотерапевт Кристен.
- Марти Матулис — Джордж, инкуб.
- Бруклин Шак — Линн Бушар, первая (старшая) дочь Кристен.
- Скайлар Грей — Лайла Бушар, вторая дочь Кристен.
- Мэдди Крокко — Лексис Бушар, третья дочь Кристен.
- Даля Кнапп — Лора Бушар, четвёртая (самая младшая) дочь Кристен.
- Кристина Лахти — Шерил Лурия, мать Кристен.
- Майкл Эмерсон — доктор Лиланд Таунсенд, эксперт по оккультизму. Соперник Кристен и Дэвида. Одержим побуждением других к совершению дурных поступков. Питает особый интерес к Дэвиду, проистекающий из его презрения к тем, кто считает себя неспособным на грех.
- Патрик Браммол — муж Кристен Бушар.

### Второстепенный состав
- Дэнни Бурстейн — Льюис Кормье

### Приглашенные звезды
- Даррен Петти — Орсон Леру (1x01)
- Джон Гловер — Байрон Дуке (1х03)

## Обзор сезонов
| Сезон | Сезон | Эпизоды | Дата показа      | Дата показа     | Рейтинг Нильсона | Рейтинг Нильсона  |
| Сезон | Сезон | Эпизоды | Премьера         | Финал           | Ранк             | Зрители США (млн) |
| ----- | ----- | ------- | ---------------- | --------------- | ---------------- | ----------------- |
|       | 1     | 13      | 26 сентября 2019 | 30 января 2020  | 61               | 6,28              |
|       | 2     | 13      | 20 июня 2021     | 10 октября 2021 | n/a              | n/a               |
|       | 3     | 10      | 12 июня 2022     | 14 августа 2022 | n/a              | n/a               |

## Список серий

### Сезон 1 (2019)
| № общий | № в сезоне | Название                              | Режиссёр             | Автор сценария                 | Дата премьеры    | Произв. код | Зрители в США (млн) |
| --- | ---------- | ------------------------------------- | -------------------- | ------------------------------ | ---------------- | ----------- | ------------------- |
| 1 | 1          | «Пилотная серия» «Pilot»              | Роберт Кинг          | Роберт Кинг & Мишель Кинг      | 26 сентября 2019 | 101         | 4,56                |
| Доктор Кристен Бушар, психолог, работающая в офисе окружного прокурора Квинса, узнаёт, что обвиняемый в её последнем деле, Орсон ЛеРу, заявляет, что одержим демоном, чтобы добиться признания его невменяемым. Когда прокуратура отказывает ей в проведении дополнительных тестов и увольняет её, оставляя без возможности погасить студенческий долг, она принимает предложение о работе от Дэвида Акосты, профессионального эксперта при Католической церкви, чтобы определить, правдивы ли заявления ЛеРу. Сначала Кристен опасается, что он действительно может быть одержим, так как начинает получать угрожающие ночные визиты от демона по имени Джордж, который издевается над ней за то, что она скрывает свою сексуальную привлекательность к Дэвиду. Однако, когда ЛеРу раскрывает личную информацию, которую Кристен ему никогда не рассказывала, она выясняет, что её терапевтическое досье было украдено человеком по имени Лиланд Таунсенд. Кристен понимает, что именно Таунсенд обучал ЛеРу изображать одержимость. Дэвид объясняет ей, что «демоны» часто являются лишь оправданием для злых людей, таких как Таунсенд, чтобы узаконить свои аморальные поступки. После этого Кристен решает окончательно присоединиться к команде Дэвида. |            |                                       |                      |                                |                  |             |                     |
| 2 | 2          | «177 минут» «177 Minutes»             | Рон Андервуд         | Роберт Кинг & Мишель Кинг      | 3 октября 2019   | 102         | 4,20                |
| Кристин, Дэвид и Бен расследуют мнимое чудо, когда девочка подросток возвращается к жизни после того как была объявлена мертвой около двух часов. |            |                                       |                      |                                |                  |             |                     |
| 3 | 3          | «3 звезды» «3 Stars»                  | Глория Муцио         | Рокни О’Бэннон                 | 10 октября 2019  | 103         | 3,67                |
| После того, как поведение взвинченного театрального продюсера превращается из требовательного в то, что считается демоническим, Кристен, Дэвид и Бен должны оценить ситуацию; Кристен дискредитирует Лиланда Таунсенда, прежде чем он сможет разрушить жизнь 17-летнего мальчика. |            |                                       |                      |                                |                  |             |                     |
| 4 | 4          | «Роуз390» «Rose390»                   | Питер Соллетт        | Давита Скарлетт                | 17 октября 2019  | 104         | 3,74                |
| Команда нанимается для оценки 9-летнего мальчика, который испытывает симпатию к Дэвиду, что оставляет им надежду на то, что они смогут обуздать его жестокое поведение. Кристен беспокоится о своих маленьких дочерях, которые лгут о страшилке, которую их бабушка купила за ее спиной. |            |                                       |                      |                                |                  |             |                     |
| 5 | 5          | «31 октября» «October 31»             | Тесс Мэлоун          | Девейн Дариан Джонс            | 24 октября 2019  | 105         | 3,48                |
| Дэвид и Кристен расходятся во мнениях по поводу экзорцизма. Бен пытается развенчать телевизионных охотников за привидениями. Девочки играют в опасную игру с психически больным школьным товарищем во время ночевки на Хэллоуин. |            |                                       |                      |                                |                  |             |                     |
| 6 | 6          | «Let x = 9» «Let x = 9»               | Кевин Родни Салливан | Орин Сквайр                    | 7 ноября 2019    | 106         | 3.50                |
| Католическая Церковь просит Кристен, Дэвида и Бена оценить правдивость местной пророчицы Грейс Линг, и они потрясены, когда видят, как одно из ее видений оживает. Кроме того, Дэвид борется с ревностью, когда видит, что Бог говорит с пророчицей, и к ужасу Кристен, ее мать, Шерил и Лиланд начинают отношения. |            |                                       |                      |                                |                  |             |                     |
| 7 | 7          | «Ватикан III» «Vatican III»           | Джим Маккей          | Айони Ллойд                    | 14 ноября 2019   | 107         | 3.32                |
| Когда Бриджит признается в убийстве во время экзорцизма, монсеньор Корецки просит Кристен, Дэвида и Бена расследовать, совпадают ли детали с какими-либо открытыми случаями и действительно ли женщина одержима демоном. |            |                                       |                      |                                |                  |             |                     |
| 8 | 8          | «2 отца» «2 Fathers»                  | Джеймс Уитмор мл.    | Ниалла ЛеБуф & Давита Скарлетт | 21 ноября 2019   | 108         | 3.43                |
| Когда Дэвид узнает один из символов в Кодексе Повелья из произведений своего отца Леона, он и Кристен отправляются в отдаленную арт-коммуну, чтобы исследовать его значение и то, как он связан с семьей Дэвида. |            |                                       |                      |                                |                  |             |                     |
| 9 | 9          | «Экзорцизм часть 2» «Exorcism Part 2» | Фред Туа             | Луиза Хилл                     | 5 декабря 2019   | 109         | 3.34                |
| Дэвид потрясен, узнав, что его судят за причинение серьезного психологического вреда Кэролайн Хопкинс, после того, как он помог ей изгнать дьявола.Обвинение заставляет его сомневаться в своем будущем как священника, особенно когда он развивает очень тесную связь со своим адвокатом защиты, Рене Харрис |            |                                       |                      |                                |                  |             |                     |
| 10 | 10         | «7 лебедей поют» «7 Swans a Singin»   | Джон Дал             | Рокни О’Бэннон                 | 12 декабря 2019  | 110         | 3.61                |
| Кристен, Дэвид и Бен призваны исследовать коварно вызывающую привыкание рождественскую песню, которая распространяется среди все большего числа студентов, а также опасные отношения между онлайн-влиятельными людьми и их впечатлительными молодыми последователями. |            |                                       |                      |                                |                  |             |                     |
| 11 | 11         | «Комната 320» «Room 320»              | Питер Соллетт        | Орин Сквайр                    | 9 января 2020    | 111         | 3.10                |
| После того, как Дэвид тяжело ранен, он полон решимости бороться с угрожающим присутствием смерти со своей больничной койки. |            |                                       |                      |                                |                  |             |                     |
| 12 | 12         | «Правосудие вдвойне» «Justice x 2»    | Роб Харди            | Девейн Дариан Джонс            | 16 января 2020   | 112         | 3.29                |
| Лиланд пытается добиться отмены приговора серийному убийце Орсону Леру. Кристен находится в суде, когда ее дочь, Лаура, нуждается в срочной операции на сердце. Давид-свидетель злой природы женщины. |            |                                       |                      |                                |                  |             |                     |
| 13 | 13         | «Книга 27» «Book 27»                  | Майкл Цинберг        | Айони Ллойд                    | 30 января 2020   | 113         | 3.19                |
| Дэвид, Кристен и Бен оценивают, является ли беременная женщина одержимой, когда она утверждает, что один из близнецов, которых она носит, является злом. Их исследование приводит к клинике фертильности, где они обнаруживают связь со всеми своими встречами в течение всего сезона. Кроме того, Кристен подвергает сомнению способность одной из своих дочерей к злу, поняв, что она также использовала эту клинику фертильности. |            |                                       |                      |                                |                  |             |                     |

### Сезон 2 (2021)
| № общий | № в сезоне | Название                                               | Режиссёр          | Автор сценария      | Дата премьеры    |
| --- | ---------- | ------------------------------------------------------ | ----------------- | ------------------- | ---------------- |
| 14 | 1          | «N Is for Night Terrors» «"Н" значит "Ночные кошмары"» | Нельсон МакКормик | Рокни О’Бэннон      | 20 июня 2021     |
| Кристен и её товарищи берутся за новое задание. На сей раз им предстоит проверить на одержимость одного её старого знакомого. Если будет установлено, что этот мужчина на самом деле находится под влиянием инфернального создания, то им необходимо будет также осуществить ритуал очищения, чтобы освободить его тело от присутствия мистического существа. |            |                                                        |                   |                     |                  |
| 15 | 2          | «A Is for Angel» «"А" значит "Ангел"»                  | Джон Дал          | Давита Скарлетт     | 27 июня 2021     |
| 16 | 3          | «F Is for Fire» «"П" значит "Пламя"»                   | Фред Туа          | Девейн Дариан Джонс | 4 июля 2021      |
| 17 | 4          | «E Is for Elevator» «"Л" значит "Лифт"»                | Неизвестно        | Неизвестно          | 11 июля 2021     |
| 18 | 5          | «Z Is for Zombies» «"З" значит "Зомби"»                | Неизвестно        | Неизвестно          | 18 июля 2021     |
| 19 | 6          | «C Is for Cop» «"К" значит "Коп"»                      | Неизвестно        | Неизвестно          | 25 июля 2021     |
| 20 | 7          | «S Is for Silence» «"М" значит "Молчание"»             | Неизвестно        | Неизвестно          | 29 августа 2021  |
| 21 | 8          | «B Is for Brain» «"М" значит "Мозг"»                   | Неизвестно        | Неизвестно          | 5 сентября 2021  |
| 22 | 9          | «U Is for U.F.O.» «"Н" значит "НЛО"»                   | Неизвестно        | Неизвестно          | 12 сентября 2021 |
| 23 | 10         | «O Is for Ovaphobia» «"О" значит "Овофобия"»           | Неизвестно        | Неизвестно          | 19 сентября 2021 |
| 24 | 11         | «I Is for IRS» «"Н" значит "Налоговая инспекция"»      | Неизвестно        | Неизвестно          | 26 сентября 2021 |
| 25 | 12         | «D Is for Doll» «"К" значит "Кукла"»                   | Неизвестно        | Неизвестно          | 3 октября 2021   |
| 26 | 13         | «C Is for Cannibal» «"К" значит "Каннибал"»            | Неизвестно        | Неизвестно          | 10 октября 2021  |

### Сезон 3 (2022)
| № общий | № в сезоне | Название                            | Режиссёр   | Автор сценария | Дата премьеры |
| ------- | ---------- | ----------------------------------- | ---------- | -------------- | ------------- |
| 27      | 1          | «Демон Смерти» «The Demon of Death» | Неизвестно | Неизвестно     | 12 июня 2022  |
| 28      | 2          | «Демон мемов» «The Demon of Memes»  | Неизвестно | Неизвестно     | 19 июня 2022  |

## Производство

### Разработка
22 октября 2019 CBS продлил телесериал на второй сезон. Премьера второго сезона сериала состоялась 20 июня 2021 года на Paramount+, в сезоне тринадцать серий. 8 июля 2021 года Paramount + продлил телесериал на третий сезон.